# Agrión
En veterinaria, se da el nombre de agrión a un tumor blando en el principio, después duro, sin calor ni dolor, que se presenta en la punta del corvejón. 
Por lo regular, no produce la claudicación ni estorba de modo alguno el trabajo del animal que lo padece y solo cuando su volumen aumenta demasiado impide los momentos de aquella parte y se presenta la cojera. Algunas veces se ha visto convertirse estos tumores en abscesos y dar una supuración abundante y entonces los accidentes que acarrea semejante terminación son muy graves. En los potros se presenta este cuando están expuestos de continuo a la humedad o cuando se cansan demasiado pero estos agriones son pasajeros y la estación, el cambio de pasto y la edad los disipan enteramente. 
Las causas más frecuentes de esta enfermedad son el roce de la punta del corvejón contra una pared o contra cualquier otro cuerpo duro, las contusiones y cierta disposición orgánica de aquella parte como la tienen los caballos zancajosos; conformación defectuosa que da lugar al agrión o agrava este mal cuando es producido por otras causas. Las flexiones violentas del corvejón y el trabajo demasiado fuerte antes de tiempo suelen también desenvolver estos tumores. 
Son muy difíciles de curar.